# Marija Knežević
Marija Knežević (ur. 1963 w Belgradzie) – serbska poetka, pisarka, eseistka.

## Biografia
Ukończyła studia na Uniwersytecie Belgradzki w zakresie literatury ogólnej i teorii literatury, a następnie w 1999 uzyskała tytuł magistra literatury porównawczej na Michigan State University (East Lansing, Michigan). Przez cztery lata pracowała w Radiu Belgrad prowadząc program kulturalny "Radio 202". Jest stałą felietonistką w serbskim dzienniku "Politika". Po polsku ukazało się kilka jej esejów w prasie i trochę jej wierszy, które potem znalazły się w tomiku Wszystkie chwile są tu i nic być nie przestaje. Antologia poezji serbskiej XX wieku, a także powieść Ekaterini, tłumaczona na niemiecki i rosyjski (Wydawnictwo Czarne, 2008). Mieszka i pracuje w Belgradzie.

## Nagrody
- nagroda Đury Jakšicia (2006) za tomik poezji In tactum[1].
- w 2012 roku[4] opowiadanie Bez obawy przed zmianami (z FABULA RASA) znalazło się w kolejnej edycji "Best European Fiction" (Dalkey Archive Press, Illinois, USA)[1]
- w 2015 roku z tomikiem "Ulicznice"[5] reprezentowała Serbię w I edycji Nagrody Europejskiego Poety Wolności[6]

## Wybrane utwory
- Hrana za pse (Karma dla psów) 1989
- Ulicznice ( 2009) Wydaw. Miasto Gdańsk i słowo/obraz terytoria tłumaczenie na język polski: Dorota Jovanka Ćirlić[7]
- powieść autobiograficzna Ekaterini Wydawnictwo Czarne 2008 tł. Dorota Jovanka Ćirlić
- In tactum (2006)
- Querida - zapis korespondencji elektronicznej  wysyłanej z bombardowanego Belgradu
- zbiór felietonów pt. Knjiga utisaka (2008, Księga wrażeń)